# Brandon Roy

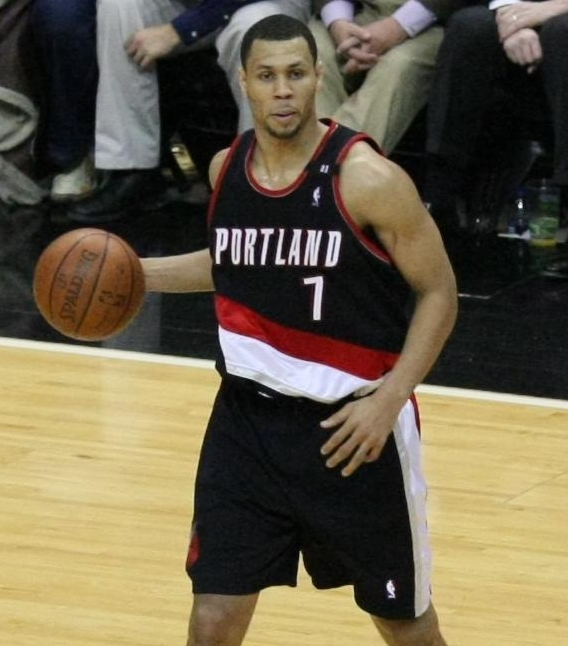

Brandon Roy (Seattle, 23 juli, 1984) is een Amerikaans basketbalspeler onder contract bij de Portland Trail Blazers in de NBA.
In 2006 werd Roy als zesde gekozen in de NBA Draft door de Minnesota Timberwolves maar hij werd geruild tegen Randy Foye van de Trail Blazers. 
Zijn NBA carrière begon in de Toshiba Vegas zomer competitie in juli 2006 waar hij een gemiddelde haalde van 19 punten per wedstrijd en een 65% schotpercentage.
In het seizoen 2006-2007 werd Roy uitverkozen om deel te nemen aan het 2007 All-Star Weekend waarin hij met de 'Rookies' (de eerstejaars) tegen de 'Sophomores' (tweedejaars) speelde. Aan het eind van het seizoen werd hij uitverkozen tot rookie van het jaar door 127 van de 128 stemmen te krijgen.
Samen met zijn partner, Tiana Bardwell, heeft hij een zoon (2007). Op 9 december 2011 maakt Bradon Roy bekend dat hij moet stoppen met spelen in de NBA als gevolg van knieproblemen.